# Religion News Service
Religion News Service (RNS) è un'agenzia di stampa statunitense, specializzata nelle questioni di religione, etica, morale e spiritualità.

## Storia
Religion News Service fu fondata nel 1934 dal giornalista Louis Minsk come un'agenzia indipendente, secolare e senza scopo di lucro, affiliata ala National Conference of Christians and Jews. 
Nel 1983 fu acquisita dallo United Methodist Reporter che la gestì per un decennio, finché nel '94 fu ceduta alla casa editrice Newhouse News Service che la ribattezzò col nome di Religion News Service.
Nel 2011, la titolarità fu trasferita alla Religion Newswriters Foundation, un'affiliazione della Religion Newswriters Association.
Al 2020, l'agenzia è controllata dalla Religion News LLC, un'organizzazione senza scopo di lucro e a responsabilità limitata che fa riferimento alla Scuola di Giornalismo dell'Università del Missouri, gestita da un direttivo del quale è membro Jerry Pattengale, in partenariato con la Religion News Foundation.

## Attività
L'agenzia è costituita da una rete mondiale di corrispondenti appartenenti a molteplici confessioni religiose, che non promuovono alcun credo politico, confessionale o tradizione in particolare. Essa pubblica commenti e rubriche, oltre a fornire notizie, informazioni a periodici, emittenti radiotelevisive e riviste sia laiche che a carattere religioso, quali: The Washington Post, USA Today, Christian Century e Sojourners.